# Dulce Pontes
Dulce José Silva Pontes, född 8 april 1969 i Montijo, är en portugisisk sångerska och låtskrivare.

## Karriär
Som barn lärde sig Pontes att spela piano och hon studerade senare vid musikkonservatoriet i Lissabon. Hennes musikaliska karriär började 1988, då hon medverkade i musikalerna ”Enfim sós” och ”Quem tramou o Comendador” på Teatro Maria Matos. Hon deltog i Festival da Canção 1991 med låten Lusitana Paixão och vann. I Eurovision Song Contest samma år kom hon på en åttondeplats (av 22 bidrag) med 62 poäng, vilket är en av Portugals bästa placeringar i tävlingen. Ett år senare släppte hon sitt debutalbum, Lusitana, som mest bestod av pop-låtar. Hennes andra studioalbum, Lágrimas (1993), blev dock en vändning musikaliskt sett. Låtarna var inspirerade av den traditionella portugisiska sångstilen fado, gjorda i modern tappning med inslag av moderna instrument. Albumet släpptes i en tid då fadon varit på tillbakagång och anses därmed ha bidragit till att åter göra den populär. Albumets mest kända låt blev A Canção do Mar, som är soundtrack i filmen Primal Fear, och har tolkats av bl.a. Sarah Brightman.
Pontes släppte livealbumet Brisa do Coração 1995, som spelades in under en konsert i Porto. Hennes tredje studioalbum, Caminhos, släpptes 1996 och innehöll både tolkningar av klassiska fadosånger och egna kompositioner. Liksom Lágrimas blev den en succé. Med det fjärde studioalbumet, O Primeiro Canto (1999), rörde sig Pontes allt mer mot världsmusiken och blandade in element av jazz. Hon sjöng även på andra språk än portugisiska, däribland galiciska och mirandesiska. Samma år spelade hon in låten O Mar e Tu tillsammans med Andrea Bocelli för hans album Sogno.
2006 släppte hon dubbelalbumet O Coração Tem Três Portas, som spelades in live utan publik i klostret i Tomar och kyrkan Santa Maria i Óbidos.

## Diskografi
- Lusitana (1992)
- Lágrimas (1993)
- Brisa do Coração (1995)
- Caminhos (1996)
- O Primeiro Canto (1999)
- Best of (2002)
- Focus (2003)
- O Coração Tem Três Portas (2006)
- Momentos (2009)